# グリーン経営認証
グリーン経営認証（グリーンけいえいにんしょう）とは、交通エコロジー・モビリティ財団(略称:交通エコモ財団)が国土交通省、全日本トラック協会と協力をし、トラック事業者が自ら環境保全に関する活動を行えるようなマニュアル作成を、それに基づき一定以上のレベルの超えた事業者を与えられる認証である。
2002年3月19日、内閣総理大臣を本部長とする地球温暖化対策推進本部におき、地球温暖化対策推進大綱が決まり、運送事業者が行う環境の保全活動しながら経営をすることが、温暖化対策のひとつであるということが位置づけられた。